# 瑪麗·史瑞德

瑪麗·史瑞德（Marie Schrader）是美劇《絕命毒師》及其衍生劇《絕命律師》的虛構角色，由貝茜·布蘭特飾演。她是史凱勒·懷特的妹妹，漢克·史瑞德的妻子。
在劇中，瑪麗是放射科技師，喜歡向他人提供建議，但常常無法付諸實行。她有強迫性偷竊行為，顯示出明顯的竊盜癖，並為此看心理醫生。瑪麗非常關心丈夫和妹妹的家庭。她的家中及服飾幾乎全是紫色。